# 福貴野の滝
福貴野の滝（ふきののたき）は、大分県宇佐市安心院町福貴野にある滝。西椎屋の滝、東椎屋の滝とともに「宇佐の三滝」と称される名瀑である。国の名勝・耶馬渓の指定範囲に含まれている。

## 概要
福貴野の滝は、落差こそ約65メートルと宇佐の三滝の中では最も低いが、豊富な水が雄滝と雌滝の二筋に分かれて流下しており、流量では劣らない。また、周囲が開けており、アクセスが比較的容易である。
滝を見下ろす位置にある龍泉寺の境内に滝見台が設けられており、ここからの眺望を文人墨客が好んで作品にしたため、龍泉の滝、龍泉寺の滝とも呼ばれた。また、西椎屋の滝の雄滝、東椎屋の滝の雌滝に対して、子滝と呼ばれることもある。さらに、滝の裏側にまわれることから裏見の滝という名も持つが、通路は不明瞭なため、実際に滝裏へ回る際には注意が必要である。
滝壁は上下2層に分かれており、上部は新耶馬溶岩、下部は集塊岩から成っている。滝壺は朝日が差し込む位置にあり、朝には日光が滝壺に落ちた水の飛沫に反射して、無数の小さな虹が次々に現れる幻想的な景観を呈する。

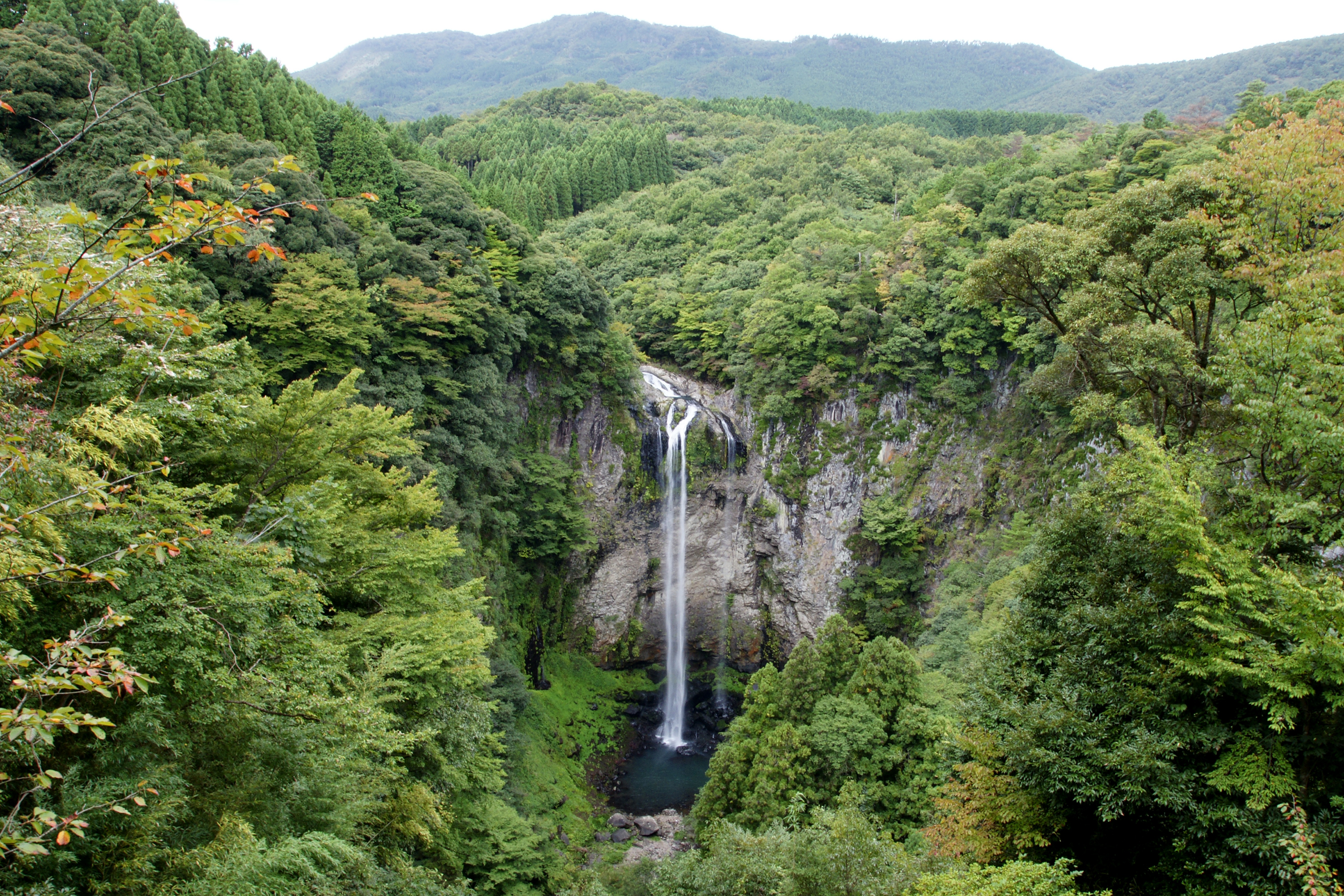
周辺環境